# Malšice
Malšice – miasto oraz gmina, położona w kraju południowoczeskim, w powiecie Tabor, w Czechach.
W miejscowości znajduje się stacja kolejowa Malšice.

## Atrakcje
- Kościół św. Trójcy
- Most wiszący
- Krucyfiks

## Podział gminy
- Čenkov
- Dobřejice
- Malšice
- Maršov
- Nové Lány
- Obora
- Staré Lány
- Třebelice
- Všechlapy